# ヴィリー・ボスコフスキー
- ウィリー・ボスコフスキー

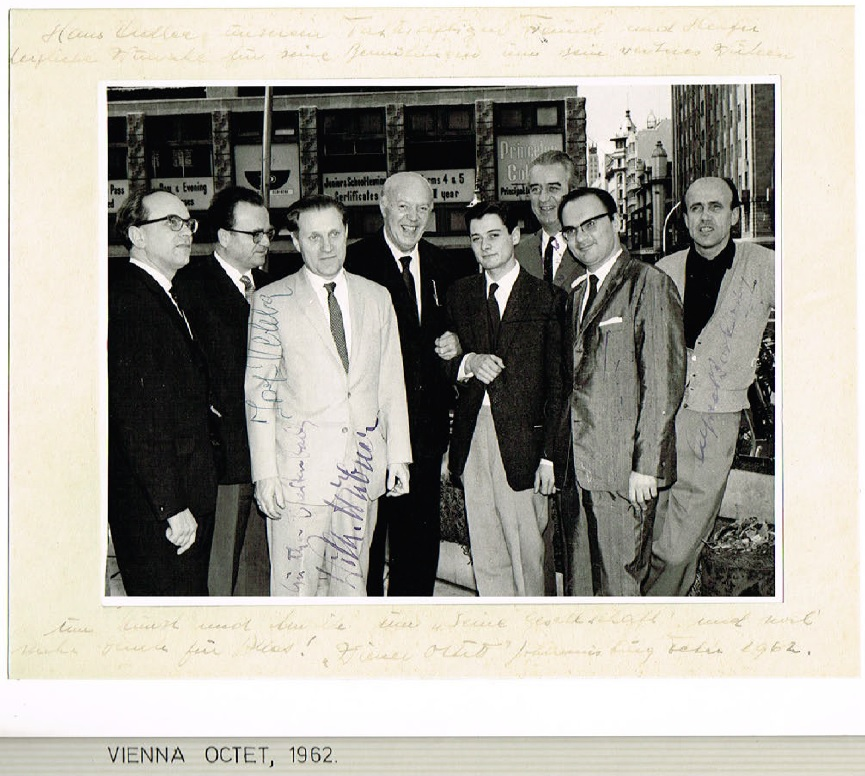
ウィーン八重奏団、ハンス・アドラー主催のアフリカ南部ツアーにて、1962年の写真。写真中には弟のアルフレート・ボスコフスキーがいる。

ヴィリー・ボスコフスキー（ドイツ語: Willi (Wilhelm) Boskovsky, 1909年6月16日 - 1991年4月21日）は、オーストリアのヴァイオリニスト、指揮者。ヴァイオリン奏法は完璧なウィーン流派であり、特にボウイング技術はウィーンのヴァイオリニストの中でも群を抜いていた。
ウィーン・フィルハーモニー管弦楽団のコンサートマスターを務めるかたわら、指揮活動も行った。ウィーンフィルのコンサートマスターから転じた指揮者は少なくないが、多くは他のオーケストラを地盤に活動しており、ボスコフスキーほど多くの録音や演奏会で古巣を振った例は他にいない。また、ヴァイオリニスト出身指揮者として両方で多数の録音を残した点でも稀有の存在である。

## 人物・来歴

### 年譜
- 1909年6月16日 誕生
- 1932年 ウィーン国立歌劇場管弦楽団入団
- 1933年 ウィーン・フィルハーモニー管弦楽団入団
- 1939年 第2コンサートマスター就任
- 1949年 ヴォルフガング・シュナイダーハン のあとを受けて、第1コンサートマスター就任（1970年まで）
- 1955年1月1日 ニューイヤーコンサートに指揮者として初出演
- 1956年 ウィーンフィルのメンバーとして初来日。指揮者はパウル・ヒンデミット。3年後の再来日（指揮者はヘルベルト・フォン・カラヤン）では、ウィンナワルツプログラムで指揮も担当し、初のウィーンのオーケストラによるワルツ演奏会を日本で行った。
- 1963年8月～9月 NHK交響楽団に客演
- 1969年 ウィーン・ヨハン・シュトラウス管弦楽団首席指揮者に就任
- 1979年1月1日 ニューイヤーコンサートに最後の出演
- 1985,1986,1987年1月 日本フィルハーモニー交響楽団に客演
- 1988年1月 サントリホール初の「ニューイヤーコンサート」に出演（共演：メラニー・ホリディ）
- 1991年4月21日 スイス・ナスティの病院で死去。81歳没（ウィーン中央墓地に埋葬）

### ヴァイオリン奏者として
ウィーン国立音楽アカデミーに9歳で入学、フランツ・マイレッカーに師事、フリッツ・クライスラー賞を受賞。学生時代から各地でソロ活動を行う。卒業後はウィーン・フィルハーモニー管弦楽団にソロで登場、1932年ウィーン国立歌劇場管弦楽団に入団。そのときは第2ヴァイオリンの末席であった。
コンサートマスターを目指していたボスコフスキーがある日、高名なオペレッタの作曲家のフランツ・レハール本人から、「国立歌劇場で私の指揮で私の作品を上演することになったので、そのソロを弾いてくれ」と頼まれ引き受けたところ、それ以来当時の大コンサートマスターアルノルト・ロゼに目の敵にされるようになって困ってしまったそうである。
ヘルマン・シェルヘンとの演奏会では一晩でバッハ、ベートーヴェン、ブラームスの協奏曲も弾いた。
1933年ウィーン・フィルに入団、1939年ハンス・クナッパーツブッシュの推薦でコンサートマスターに就任。1949年には第1コンサートマスターであったヴォルフガング・シュナイダーハンの退団により、第1コンサートマスターとなった。以降定年になる1970年までウィーン・フィルハーモニー管弦楽団のコンサートマスターの重責を務める。
1948年にはウィーン・フィルのクラリネット首席奏者であった弟のアルフレート・ボスコフスキーとウィーン八重奏団を設立しルツェルン音楽祭でデビュー、大成功を収めた。その成功はウィーン・フィルがデッカレコードとの契約に結びつくきっかけとなった。
50年代後半からは、バリリの腕の故障、セドラックの高齢などの理由によりボスコフスキーの出演回数が増え、ソロの入った曲などは殆どボスコフスキーの出番となった。それはワルター・ウェラーがコンサートマスターになるまで続いた。
また1961年には腕の故障で退団を余儀なくされたワルター・バリリに代わってバリリ弦楽四重奏団を引継ぎ、ウィーン・フィルハーモニー弦楽四重奏団(録音用の名称。現地ではボスコフスキー弦楽四重奏団と呼ばれていた）と改名、リーダーとしての活躍も始まった。1935年より母校でヴァイオリンの教授として後進の指導にもあたった。

### 指揮者として
1954年に亡くなった指揮者クレメンス・クラウスに代わり、1955年から1979年までの間、ウィーン・フィルのニューイヤーコンサートの指揮者も務め、ヨハン・シュトラウス2世とその同時代の音楽を主に演奏、今日のニューイヤーコンサートの土台を築いた。その功績は偉大であり、1950～60年代のボスコフスキーはオーストリアでは大統領に次ぐステータスを誇っていたと言われた。特にヨーロッパ中にテレビ中継が開始された年には「一夜にしてスーパースターになった」とまで評された。ヨハン・シュトラウス2世に倣って、ヴァイオリンを弾きながら、時折弓を振りつつ指揮するやり方で、ヨハン・シュトラウス一家のワルツやポルカなどを演奏した。
選ばれた経緯については、N響の客演コンサートマスターのウィルヘルム・ヒューブナーの証言として「クラウスが死んだので、指揮者に代わって、このウィーン名物をうまくやっていけるかどうか、楽員も心配だったんです。ところが、誰かがヨハン・シュトラウスの写真を持ってきて『こいつを見ろ、棒がないじゃないか』というわけで（笑い）、棒がなくたって指揮できるということになった」。これにより衆議一致してコンサートマスターのボスコフスキーに白羽の矢が立ったという。
ニューイヤーコンサートの成功により、客演要請が相次ぎ、スウェーデン放送交響楽団、ニューヨーク・フィルハーモニック、カナダ放送管弦楽団、フィルハーモニア管弦楽団、北ドイツ放送交響楽団、NHK交響楽団、ロンドン・フィルハーモニー管弦楽団など世界中のオーケストラに客演した。
ボスコフスキーの時代、ニューイヤーコンサートは商業主義と国際化の波に呑まれつつあった。こうした環境の変化を受け入れつつも、次第にエドゥアルト・シュトラウス2世率いるウィーン・ヨハン・シュトラウス管弦楽団での仕事で余生を送りたいと考えるようになっていった。ボスコフスキーの意向を受けてウィーン・フィルは、他の定期公演などと同様に、「楽団と親密かつ国際的な水準」にある外部の指揮者にニューイヤーコンサートの指揮をその都度依頼することに決定した。1969年にエドゥアルト・シュトラウス2世が急死すると、その跡を襲ってウィーン・ヨハン・シュトラウス管弦楽団の首席指揮者に就任し、以後はその都度依頼を受けたという形で毎年ニューイヤーコンサートに出演するようになった。健康上の理由によりニューイヤーコンサートへの出演は1979年が最後となったが、その後もウィーン・ヨハン・シュトラウス管弦楽団ではしばらく指揮棒を振り続けた。

## 来日
1956年にヒンデミットに率いられウィーン・フィルのコンサートマスターとして初来日し、ブラームスの二重協奏曲をチェロ首席奏者のエマヌエル・ブラベッツと演奏。その後もカラヤンやゲオルク・ショルティが率いるウィーン・フィルのコンサートマスターとして来日。そのときには東京体育館で「シュトラウスの夕べ」、日本武道館で「ウィンナ・ワルツの夕べ」を開催した。東京体育館の演奏会終了後には、会場を出た聴衆が感動の余りボスコフスキーを取り囲み、ホテルに向かう車が30分程動けない事態になったという。ウィーン・フィルハーモニー四重奏団としても来日している。
1970年からはウィーン・ヨハン・シュトラウス管弦楽団を率いて毎年のように来日、日本各地でニューイヤーコンサートを開いた。NHK交響楽団にも客演し、その演奏はキングレコードよりCD化されている。
1985年、1986年、1987年の3年間日本フィルハーモニー交響楽団に客演。1985年の演奏会は、日本フィル協会会員頒布用としてレコード化された。また、【第40回夏休み親子コンサート　日本フィル管弦楽名曲集2014】（CD）には『美しく青きドナウ』が、【第45回夏休み親子コンサート　日本フィル管弦楽名曲集2019】（CD）には『雷鳴と稲妻』と『ラデツキー行進曲』収録されている。最後の来日は、1988年1月1～4日にサントリーホールで初めて開催された「ニューイヤーコンサート」（共演　メラニー・ホリディ）で、このコンサートの様子はテレビ朝日にて放送された。

## 録音
ヴァイオリン奏者としてはディスコフィル・フランセレーベルにピアニストのリリー・クラウスと組んで、モーツァルト、ベートーヴェン、シューベルトのソナタ全曲、モーツァルトのヴァイオリン協奏曲第1番・第3番・第4番（指揮とヴァイオリン）などの録音を残した。
デッカにはモーツァルト、ベートーヴェン、シューベルト、ブラームスなど数多くの室内楽を、ヴァンガードにはシューベルト、ヨーゼフ・ランナー、父シュトラウス等の小品をボスコフスキーアンサンブルで録音（ウィーン・フィルのトップ奏者による）。
クレメンス・クラウスとヘルベルト・フォン・カラヤンの指揮でリヒャルト・シュトラウスの『ツァラトゥストラはかく語りき』を、クラウスの指揮で『英雄の生涯』を、クラウスとマゼールの指揮で『町人貴族』のソロを、弾き振りでベートーヴェンのロマンスのソロを演奏。
マイナーメーカーにはクライスラーなどのヴァイオリン小品集を数枚録音している。
指揮者としては毎年ニューイヤーコンサートの事前セッションとして（一部はライブもあり）ヨハン・シュトラウス一家などの膨大なウィンナ・ワルツをデッカに録音。また映像収録も多数行われており、打楽器奏者のブロシェクとのユーモアのある駆け引きを楽しむことができる。解釈はクラウスを踏襲して、ウィーン情緒を強調しすぎない、抑制の効いた上品なもので、指揮者の強烈な個性は打ち出されないものの、ウィーンフィルの美音や曲そのものの魅力を素直に引き出すものとして幅広い支持を受けた。
これ以外に、モーツァルトの舞曲と行進曲全曲、セレナードとディヴェルティメント（全集）、ベートーヴェンの舞曲、ブラームスのハンガリー舞曲、リスト、グリーグの管弦楽曲等の録音も残している。
またEMIには、デッカとは別にウィーン・ヨハン・シュトラウス管弦楽団（オーストリア放送交響楽団）を指揮したウィンナ・ワルツ録音が相当数ある。リリー・クラウスのピアノでモーツァルトピアノ協奏曲9、20番、チャイコフスキーリヒャルト・シュトラウスの管弦楽曲等も録音。ゲッダ、ローテンベルガーらの大物歌手達を擁して数多くのヨハン・シュトラウス2世、レハール、カール・ツェラー等ウィンナ・オペレッタの録音も数多く残している。EMIのオペレッタ録音はもともと歌手の豪華さで知られるが、長年ウィーン国立歌劇場でも弾き続けたボスコフスキーが担当するセッションはひときわグレードアップし、他にオペレッタ録音を残していないフィッシャー＝ディースカウも二度つきあっている。

ドイツ・シャルプラッテンにはシュターツカペレ・ドレスデンとシューベルトのロザムンデ全曲を残している。
最後のレコーディングはヨハン・シュトラウス2世のオペレッタ『ジプシー男爵』で、全曲EMIであった。